# Towarzystwo Udziałowe Pleograf
Towarzystwo Udziałowe "Pleograf" (1901–1903) – druga polska wytwórnia filmowa, po Paryskiej Fotografii Lux Sigismond et Comp Bolesława Matuszewskiego, założona przez wynalazcę kamer oraz projektorów Kazimierza Prószyńskiego. Zajmowała się produkcją urządzeń kinematograficznych oraz filmów fabularnych i dokumentalnych sprzedawanych na rynku polskim oraz za granicę.

## Historia
W 1901 roku Kazimierz Prószyński założył w Warszawie Towarzystwo Udziałowe Pleograf. Było ono pierwszą w historii polskiej kinematografii rodzimą wytwórnią filmową. Nazwa inspirowana była pleografem, aparatem kinematograficznym wynalezionym przez konstruktora w 1894 roku, który był skrzyżowaniem projektora oraz kamery. Siedziba towarzystwa znajdowała się w Warszawie na ulicy Nowogrodzkiej 39. W latach 1901–1903 zajmowało się ono promocją pleografu, biopleografu oraz innych wynalazków wymyślonych przez wynalazcę. 
Pleograf produkował również pierwsze polskie filmy dokumentalne oraz fabularne. Kazimierz Prószyński nakręcił wynalezionymi przez siebie kamerami krótkie filmy dokumentujące życie codzienne w Warszawie, był również autorem pierwszych filmów fabularnych z udziałem polskich aktorów, tworząc podwaliny polskiej kinematografii. Już w 1902 roku stworzył dwa krótkie filmy Powrót birbanta, Przygoda dorożkarza, w których wzięli udział dwaj polscy aktorzy teatralni Kazimierz Junosza-Stępowski oraz Władysław Neubelt, inicjując tym samym historię polskiego filmu fabularnego.
W 1903 roku towarzystwo Prószyńskiego zaprezentowało na placu Teatralnym, na wprost ratusza oraz na Dworcu Wiedeńskim w Warszawie rewolucyjny pomysł nocnej komercyjnej reklamy świetlnej. Była to pierwsza w Polsce i jedna z pierwszych w świecie wielkoformatowa wizualna reklama handlowa. Na ścianach warszawskich budynków rozwieszano lub malowano białe ekrany, na których wieczorami i nocą emitowane były ruchome reklamy. Posłużył do tego nowy aparat wynaleziony przez konstruktora o nazwie Stereos. Akcja promocyjna z wykorzystaniem urządzenia cieszyła się dużym zainteresowaniem i zgromadziła liczną publiczność.
Pomimo innowacyjnych pomysłów oraz spektakularnych pokazów Towarzystwo Udziałowe Pleograf zbankrutowało w 1903 roku nie wytrzymując konkurencji z zachodnimi towarzystwami filmowymi – głównie francuskimi i amerykańskimi, które zalały rynek dużą ilością różnorodnych filmów z całego świata wyświetlanych przez rozbudowane sieci dystrybucyjne.

### Popularyzacja kinematografii w Polsce
W celu popularyzacji kinematografii Towarzystwo Udziałowe Pleograf organizowało w Polsce pokazy filmowe z wykorzystaniem aparatów wynalezionych przez Prószyńskiego. Pierwsze projekcje odbyły się pomiędzy 31 marca a 2 kwietnia 1902 roku w Warszawie w Teatrze Letnim w Ogrodzie Saskim. Widzowie zobaczyli tam program złożony z filmów dokumentujących życie codzienne w Warszawie, które wykonane zostały przez wynalazcę. Były to m.in. "Ślizgawka w Dolinie Szwajcarskiej", "Ślizgawka w Ogrodzie Saskim", "Ruch uliczny przed pomnikiem Mickiewicza", "Wyścigi", "Pogotowie Ratunkowe", "Na Placu Św. Aleksandra" oraz "Pod Ostrą Bramą w Wilnie". W tym okresie projekcje filmowe jako atrakcja ściągająca klientów weszły również do stałego programu typu varietes, które odbywały się w teatrzyku "Elizeum" znajdującym się przy ulicy Karolowej w Warszawie.
W 1903 roku Prószyński nawiązał współpracę z teatrem warszawskim, która zaowocowała oryginalnym eksperymentem artystycznym. Podczas wystawiania w Teatrze Wielkim opery "Walkiria" Richarda Wagnera w pewnym momencie zdumionej publiczności na tle dekoracji ukazały się ruchome sylwetki Walkirii unoszące się w obłokach na swoich koniach. Kazimierz Prószyński podczas przedstawienia wyemitował film, w którym Walkirie zagrał przebrany pułk Czerkiesów stacjonujących obok Zamku Królewskiego nad Wisłą. Zdjęcia nakręcone zostały w plenerze i wyemitowano je podczas przedstawienia z kamery umieszczonej z tyłu ekranu, która wyświetlała obraz na wolnym białym miejscu przygotowanym wcześniej pośród namalowanej dekoracji chmur. Trik uznawany jest za pierwszy tego rodzaju w historii teatru.
Zestaw krótkometrażowych filmów Kazimierza Prószyńskiego włączony został w 1904 roku do repertuaru kina "Bioskop" znajdującego się w Warszawie przy ul. Marszałkowskiej 114 założonego przez Władysława Krzemińskiego oraz jego brata Antoniego – pionierów kinowych, którzy zapoczątkowali sieć stałych kin w Polsce.
Kolejnym obszarem aktywności towarzystwa Prószyńskiego były różnego rodzaju wystawy i pokazy. Pleograf brał udział w Wystawie Teatralnej w Warszawie. 17 kwietnia 1902 roku w Muzeum Przemysłu i Rolnictwa towarzystwo przygotowało specjalny pokaz dla członków Towarzystwa Fotograficznego Warszawskiego, podczas którego Prószyński zaprezentował swoje aparaty, a po wykładzie odbyła się dyskusja z uczestnikami. Podobne spotkania prezentujące aparaty kinematograficzne oraz filmy Prószyńskiego Pleograf organizował również w innych polskich miastach. Uczestniczył np. w Wystawie Rolniczej w Wilnie.

## Produkcja
- Przygoda dorożkarza – 1902
- Powrót birbanta – 1902